# Psychotria guanchezii
Psychotria guanchezii är en måreväxtart som beskrevs av Julian Alfred Steyermark. Psychotria guanchezii ingår i släktet Psychotria och familjen måreväxter. Inga underarter finns listade i Catalogue of Life.